# Élections législatives de 1962 en Maine-et-Loire
Les élections législatives françaises de 1962 se déroulent les 18 et 25 novembre 1962. Dans le département de Maine-et-Loire, six députés sont à élire dans le cadre de six circonscriptions.

## Élus
| Circonscription | Député sortant                | Parti | Parti | Député élu ou réélu           | Parti | Parti   |
| --------------- | ----------------------------- | ----- | ----- | ----------------------------- | ----- | ------- |
| 1re             | Jacques Millot                |       | UNR   | Jacques Millot                |       | UNR-UDT |
| 2e              | Jean Turc                     |       | CNIP  | Jean Foyer                    |       | UNR-UDT |
| 3e              | Philippe Rivain               |       | UNR   | Philippe Rivain               |       | UNR-UDT |
| 4e              | Robert Hauret                 |       | UNR   | Robert Hauret                 |       | UNR-UDT |
| 5e              | René Le Bault de La Morinière |       | UNR   | René Le Bault de La Morinière |       | UNR-UDT |
| 6e              | René la Combe                 |       | UNR   | René la Combe                 |       | UNR-UDT |

## Résultats

### Résultats à l'échelle du département
| Parti          | Parti                                          | Premier tour | Premier tour | Second tour | Second tour | Sièges |
| Parti          | Parti                                          | Voix         | %            | Voix        | %           | Sièges |
| -------------- | ---------------------------------------------- | ------------ | ------------ | ----------- | ----------- | ------ |
|                | Union pour la nouvelle République (UDT)        | 117 590      | 56,19        | 19 042      | 71,48       | 6      |
|                | Modérés                                        | 8 975        | 4,29         | Retrait     | Retrait     | 0      |
|                | Majorité présidentielle                        | 126 565      | 60,48        | 19 042      | 71,48       | 6      |
|                |                                                |              |              |             |             |        |
|                | Mouvement républicain populaire                | 31 295       | 14,95        | Retrait     | Retrait     | 0      |
|                | Centre national des indépendants et paysans    | 9 852        | 4,71         | Retrait     | Retrait     | 0      |
|                | Centre démocratique                            | 41 147       | 19,66        |             |             | 0      |
|                |                                                |              |              |             |             |        |
|                | Parti communiste français                      | 19 791       | 9,46         | 7 597       | 28,52       | 0      |
|                | Section française de l'Internationale ouvrière | 13 876       | 6,63         | Retrait     | Retrait     | 0      |
|                | Union et fraternité française                  | 7 899        | 3,77         |             |             | 0      |
|                |                                                |              |              |             |             |        |
| Inscrits       | Inscrits                                       | 326 847      | 100,00       | 47 406      | 100,00      | 6      |
| Abstentions    | Abstentions                                    | 110 293      | 33,74        | 18 827      | 39,71       |        |
| Votants        | Votants                                        | 216 554      | 66,26        | 28 579      | 60,29       |        |
| Blancs et nuls | Blancs et nuls                                 | 7 276        | 3,36         | 1 940       | 6,79        |        |
| Exprimés       | Exprimés                                       | 209 278      | 96,64        | 26 639      | 93,21       |        |

### Résultats par circonscription

#### Première circonscription (Angers-Nord)
| Candidat       | Candidat                     | Parti          | Premier tour | Premier tour | Second tour | Second tour |  |
| Candidat       | Candidat                     | Parti          | Voix         | %            | Voix        | %           |  |
| -------------- | ---------------------------- | -------------- | ------------ | ------------ | ----------- | ----------- |  |
|                | Jacques Millot sortant réélu | UNR-UDT        | 11 893       | 43,29        | 19 042      | 71,48       |  |
|                | Prosper David                | Modérés        | 5 177        | 18,84        | Retrait     | Retrait     |  |
|                | Pierre Sicard                | PCF            | 3 977        | 14,48        | 7 597       | 28,52       |  |
|                | Olivier Richou               | CNIP           | 2 343        | 8,53         | Retrait     | Retrait     |  |
|                | Roger Quilliot               | SFIO           | 2 224        | 8,09         | Retrait     | Retrait     |  |
|                | Marcel Guénault              | MRP            | 1 860        | 6,77         | Retrait     | Retrait     |  |
|                |                              |                |              |              |             |             |  |
| Inscrits       | Inscrits                     | Inscrits       | 47 406       | 100,00       | 47 406      | 100,00      |  |
| Abstentions    | Abstentions                  | Abstentions    | 19 106       | 40,3         | 18 827      | 39,71       |  |
| Votants        | Votants                      | Votants        | 28 300       | 59,7         | 28 579      | 60,29       |  |
| Blancs et nuls | Blancs et nuls               | Blancs et nuls | 826          | 2,92         | 1 940       | 6,79        |  |
| Exprimés       | Exprimés                     | Exprimés       | 27 474       | 97,08        | 26 639      | 93,21       |  |

#### Deuxième circonscription (Angers-Sud)
|                | Jean Foyer élu     | UNR-UDT        | 18 764 | 51,82  |  |  |  |
|                | Auguste Chupin     | MRP            | 5 397  | 14,91  |  |  |  |
|                | Jean Turc sortant  | CNIP           | 4 803  | 13,26  |  |  |  |
|                | Jean Bertholet     | PCF            | 3 620  | 10     |  |  |  |
|                | Germain Métivier   | SFIO           | 2 873  | 7,93   |  |  |  |
|                | Jean-Marie Delivre | UFF            | 752    | 2,08   |  |  |  |
|                |                    |                |        |        |  |  |  |
| Inscrits       | Inscrits           | Inscrits       | 55 381 | 100,00 |  |  |  |
| Abstentions    | Abstentions        | Abstentions    | 17 925 | 32,37  |  |  |  |
| Votants        | Votants            | Votants        | 37 456 | 67,63  |  |  |  |
| Blancs et nuls | Blancs et nuls     | Blancs et nuls | 1 247  | 3,33   |  |  |  |
| Exprimés       | Exprimés           | Exprimés       | 36 209 | 96,67  |  |  |  |

#### Troisième circonscription (Saumur-Nord)
|                | Philippe Rivain sortant réélu | UNR-UDT        | 18 731 | 68,95  |  |  |  |
|                | Roger Pivert                  | PCF            | 3 415  | 12,57  |  |  |  |
|                | Stanislas du Boullay          | UFF            | 2 654  | 9,77   |  |  |  |
|                | Roger Bidet                   | SFIO           | 2 368  | 8,72   |  |  |  |
|                |                               |                |        |        |  |  |  |
| Inscrits       | Inscrits                      | Inscrits       | 48 598 | 100,00 |  |  |  |
| Abstentions    | Abstentions                   | Abstentions    | 20 280 | 41,73  |  |  |  |
| Votants        | Votants                       | Votants        | 28 318 | 58,27  |  |  |  |
| Blancs et nuls | Blancs et nuls                | Blancs et nuls | 1 150  | 4,06   |  |  |  |
| Exprimés       | Exprimés                      | Exprimés       | 27 168 | 95,94  |  |  |  |

#### Quatrième circonscription (Saumur-Sud)
|                | Robert Hauret sortant réélu  | UNR-UDT        | 19 742 | 60,74  |  |  |  |
|                | Jean Bégault                 | Modérés        | 3 798  | 11,68  |  |  |  |
|                | Pierre Poujade               | UFF            | 3 095  | 9,52   |  |  |  |
|                | Théodore Lesieure-Desbrières | CNIP           | 2 706  | 8,33   |  |  |  |
|                | René Mahias                  | PCF            | 1 898  | 5,84   |  |  |  |
|                | Henri Gohard                 | SFIO           | 1 265  | 3,89   |  |  |  |
|                |                              |                |        |        |  |  |  |
| Inscrits       | Inscrits                     | Inscrits       | 52 075 | 100,00 |  |  |  |
| Abstentions    | Abstentions                  | Abstentions    | 18 501 | 35,53  |  |  |  |
| Votants        | Votants                      | Votants        | 33 574 | 64,47  |  |  |  |
| Blancs et nuls | Blancs et nuls               | Blancs et nuls | 1 070  | 3,19   |  |  |  |
| Exprimés       | Exprimés                     | Exprimés       | 32 504 | 96,81  |  |  |  |

#### Cinquième circonscription (Cholet)
|                | René Le Bault de La Morinière sortant réélu | UNR-UDT        | 28 906 | 60,7   |  |  |  |
|                | Georges Prisset                             | MRP            | 12 817 | 26,92  |  |  |  |
|                | Henri Cousseau                              | PCF            | 3 131  | 6,58   |  |  |  |
|                | Louis Bouvet                                | UFF            | 1 398  | 2,94   |  |  |  |
|                | François Quiniou                            | SFIO           | 1 367  | 2,87   |  |  |  |
|                |                                             |                |        |        |  |  |  |
| Inscrits       | Inscrits                                    | Inscrits       | 64 100 | 100,00 |  |  |  |
| Abstentions    | Abstentions                                 | Abstentions    | 15 063 | 23,5   |  |  |  |
| Votants        | Votants                                     | Votants        | 49 037 | 76,5   |  |  |  |
| Blancs et nuls | Blancs et nuls                              | Blancs et nuls | 1 418  | 2,89   |  |  |  |
| Exprimés       | Exprimés                                    | Exprimés       | 47 619 | 97,11  |  |  |  |

#### Sixième circonscription (Angers - Segré)
|                | René la Combe sortant réélu | UNR-UDT        | 19 554 | 51,05  |  |  |  |
|                | Jean Sauvage                | MRP            | 11 221 | 29,29  |  |  |  |
|                | Henri David                 | SFIO           | 3 779  | 9,87   |  |  |  |
|                | Jeanne Allin                | PCF            | 3 750  | 9,79   |  |  |  |
|                |                             |                |        |        |  |  |  |
| Inscrits       | Inscrits                    | Inscrits       | 59 287 | 100,00 |  |  |  |
| Abstentions    | Abstentions                 | Abstentions    | 19 418 | 32,75  |  |  |  |
| Votants        | Votants                     | Votants        | 39 869 | 67,25  |  |  |  |
| Blancs et nuls | Blancs et nuls              | Blancs et nuls | 1 565  | 3,93   |  |  |  |
| Exprimés       | Exprimés                    | Exprimés       | 38 304 | 96,07  |  |  |  |